# 岩手県立前沢明峰支援学校
岩手県立前沢明峰支援学校（いわてけんりつ まえさわめいほうしえんがっこう）は、岩手県奥州市前沢にある県立特別支援学校。

## 学部
- 小学部
- 中学部
- 高等部
- 寄宿舎

## 所在地
- 岩手県奥州市前沢田畠18-1

## 沿革
- 1979年4月：岩手県立前沢養護学校として開校
- 1981年4月：水江分教室設置
- 1992年3月：水江分教室廃止
- 1993年4月：高等部設置
- 1995年1月：現在地に移転
- 2009年4月：現在の校名に変更